# 殺戮職人芝刈男
『殺戮職人芝刈男』（さつりくしょくにんしばかりおとこ、原題：The Greenskeeper）は、ゴルフを題材とした2002年のアメリカ合衆国のホラー・コメディ映画である。撮影はジョージア州で行われ、製作はゴースト・マン・オン・サード・プロダクションズが行なった。日本での配給はアルバトロス・フィルム。
イギリスでは2004年、フィンランドでは2005年、フランスでは2009年に公開されている。日本では未公開。
メジャーリーグ投手ジョン・ロッカーのデビュー作品。監督・脚本はケビン・グリーン。キャッチコピーは「戦慄のゴルフコンペ開催。バーティでもイーグルでもない。アルバトロスを狙うホラー最新作登場」、「根こそぎ皆殺し」。

## 概要
ゴルフ場に集まった若者が謎の怪物「芝刈り男」によって次々と殺害される一般的なホラー映画。しかし他の映画と異なる点として、独自の殺害方法が挙げられる。殺害に使用されるのは、ホールカッター、芝刈り機、アイアンなどのゴルフ関係の用具が大半であり、それらを用いた殺害方法は非常に独創的である。また、ゴルフ場を使用し、ラフ、グリーン、フェアウェイ、バンカー上にて殺戮が行われる。
この作品では視聴者のミスリードを誘発させるテクニックが要所要所に見られる。劇中のとある人物の台詞「真実は時に見かけとは裏腹なもの」は本作の用意した重要な要素を的確に表現したものである。
この作品はアメリカのメジャー投手ジョン・ロッカーが引退に先駆け銀幕デビューを果たした作品である。また、監督ケビン・グリーン自身も殺害される役として映画に登場する。

## ストーリー
美しく刈り込まれた芝生が広がり、付近にテニスコートやプールも備えたゴルフ場「サマーアイルカントリークラブ」。アシスタントグリーンキーパーとしてクラブで働くアレンは毎晩悪夢に悩まされていた。それは死んだ自分の父親が芝刈り男になり、女性を殺害するというものだった。不吉な夢に悩まされる日々が続く中、アレンは25歳の誕生日を迎え、彼女のメアリー・キャサリンからゴルフ場で誕生パーティーをしようと提案される。気の進まないアレンだったが、メアリー・キャサリンと麻薬にうつつを抜かす悪友たちと共に深夜のゴルフ場でパーティーをすることに。一方、森の奥深くからはゴルフ用具を携えた芝刈り男の不気味な影が彼らの元へと忍び寄っていた。そんなことなどつゆ知らず青春を謳歌していた若者たちは、血に飢えた殺戮者によって一人また一人と残虐な職人技で粛清されていく。はたしてアレンは殺戮という欲望に支配された魔の手から逃れることはできるのか。そして芝刈り男の正体とは……。

## 登場人物
アレン・アンダーソン（アレロン・ルジェロ）
ゴルフ場で働くしがないアシスタントグリーンキーパー。母親はゴルフ場の経営者。脚本家志望。優柔不断で軟弱者（叔父曰く、マリファナにうつつを抜かす怠け者の役立たず）で、メアリーキャサリンの尻にしかれているうえに友人達からもバカにされている。ゴルフ場のウェイトレスに好意を寄せている。父親の墓が冷え切らないうちに実の母親と結婚した義理の叔父ジョンを毛嫌いしている。「美女はくそしない」という持論を持つ。メタボ体質。
オーティス（トーマス・メルディス）
アレンの親友。長年芝刈りに従事するベテラン。アレンに誕生日プレゼントとして自転車を送る。ウィジャ盤で霊と交信するのが趣味。劇中では芝刈り機の修理をしているシーンばかりが目立っている。アレンの本当の父親であるジョージとは一番の仲だった。アレン同様、ジョンに対してはあまり好印象を持っていない。
エレーナ（メリッサ・ポンツィオ）
ゴルフ場のレストランで働くウェイトレス。病気で倒れ農業ができなくなった父のために姉妹三人で出稼ぎに来ていた。メアリーキャサリンのわがままを受忍し続けるアレンに対して「情けない」と言いつつも、「可愛くて人が良さそう」と評している。メアリーキャサリン達からはクラブの会員でないただの従業員と見下されている。
メアリー・キャサリン（アリソン・カルプ）
アレンの彼女。傲慢で自己中心的であり、アレンに対しては不平不満ばかりを言う。いつもは友人たちと共にマリファナを吸ったりと堕落的な生活を送っている。でかパイの持ち主。ゴルフ場でパーティーを開こうと画策した友人達に頼まれ、管理者の息子であるアレンに鍵を持ってくるよう頼んだ。
ジョージ・アンダーソン（ジョン・ロッカー）
アレンの父親であり、ジョンの実の弟。作業中に不慮の事故にあってしまった。しばしばアレンの悪夢に現れていた。
ジョン・アンダーソン（ブルース・タイラー）
アレンの父親ジョージの兄にあたり、現在はアレンの義理の父親。カントリークラブの責任者。黄色のシャツが特徴。バーベキュー好き。
コックス巡査（ジョン・ジュディ）
カントリークラブで起こった殺人事件の調査に来たおかま警官。ジョンにクラブで起こった事件を公表しないよう頼まれる。マゾ気質であり、交番では他の警官に自分をイスに縛らせ、上半身裸の警官を目の前で踊らせたりしている。そのため芝刈男に襲われたエレーナが交番に電話したにもかかわらず、身動きがとれないと言って救助に向かうことはなかった。
チャス（ジャミー・レネル）
カントリークラブのテニスコーチ。腰の動きがすごい。深夜ゴルフ場に忍び込んでパーティーをしようというメアリーキャサリンの話を聞き、芝刈男が出るからやめたほうがいいと忠告する。にもかかわらず、チャンプ自身深夜のテニスコートに侵入し、予想通りの展開を迎える。オープニングではカメラ目線でイケてるポーズをとっていた。
チェット（マイケル・ショート）
アレンの友人。ゴルフ場でメアリーベスと享楽にふけっていたが、小便しているところを芝刈男に狙われ、餌食となる。プールでは紺色のパンツをはいている。教育テレビにはゲイの種が散りばめられていると考えている。
チャンプ（スティーブ・リックマン）
アレンの友人。ホールカッターをうならせる芝刈男によって体に穴をあけられる。プールでは赤色のパンツをはいている。
スチュー（パトリック・ドノバン）
カントリークラブのプール監視員。明るすぎる性格かつ猪突猛進的で、闇雲にはしゃいだりしては女性陣から嫌がられている。マルコポーロゲームをやろうと言いだし、ブラジャーで目隠しされプールに入ったが、他の連中はその隙にプールサイドから逃げおおせてしまい、一人になってしまったところを芝刈り男に刈られる。
メアリー・ジェーン（クリスティ・タイラー）
チャスと享楽にふけっていたが、チャス共々ホールカッターで体に穴を開けられる。
メアリー・ベス（ステファニー・ビンガム）
チェットと享楽にふけっていたが、芝刈男に背中を剪定鋏でつき刺されたあげく、顔をえぐられる。
チップ（ケビン・グリーン）
ゴルフ場重役の息子。父の恩恵を受けているためか、傲岸不遜でわがままな性格。ゴルフの腕も低い。芝刈り男の第一犠牲者。
スタイルズ（ロン・レスター）
アレンの友人。やや間延びした性格。ミルクマンを空前の傑作と評する。日頃から薬を吸引している。
ギャルソン
ゴルフ場のレストランで働くギャルソン。眼鏡をかけた小柄な男でエレーナら三姉妹の上司。女にもてない容姿からか仕事一筋で怠慢を許さず、エレーナを除く姉妹には陰で小言を言われている。
ミルクマン（？）
大好物はおっぱいのでかいお姉ちゃん、それにミルク。

## 映画で使用されたゴルフ用具
芝刈機
映画上最強の武器。それ自体は故障している。しかしベテラン使用者による巧みな扱いによって効果を発動し、血に飢えた殺戮者の息の根を止めた。
四番アイアン
チップが使用してたクラブだが芝刈男の手に渡り、撲殺の道具として使用された。
ホールカッター
本来はゴルフカップの穴をあけるために使用される道具だが、本編では人間の体に風穴をあける目的で使われた。内臓をえぐり出した穴にはちゃんとフラッグが立てられている。

## ミルクマン
作中内で上映されている映画にミルクマンというものが存在する。当然ながらスティーブンキングの小説ミルクマンとは全く関係がない。その内容は突如死から甦った老人が若い女性を捕えては殺害していくというエロティックなC級映画である。オーティス曰く、めちゃめちゃおっかない。アレンはこの作品について「登場するのはC級スター揃いだが五分で引っ込むし、お色気も殺しも適度に入っている」と分析しつつも、「芸術性がない」と結論付けている。余談だがこのアレンのセリフは本作への皮肉を示唆しているものともとれる。酒を飲みながら一人で観賞していたオーティスも「くだらねえ」と漏らす。唯一スタイルズだけが絶賛していた。部屋で鑑賞していたスタイルズやヘルメットボーイ、その他のルームメイトが時折、名状しがたい光景を見たような痛々しい表情をすることから、非常に残酷な映画らしい。

## よもやま話
ところどころに合衆国旗がはためくカントリークラブの建物が写っているシーンが挿入されているが、いったい何のためのものなのか不明である。
本作においてメアリーという名前の女性が三人も登場しているが、彼女らに何の関係があるのかは作品中で明らかにされていない。ただ監督のケビンは「非常に重要な関係がある」と彼女らの関係について意味深な発言を残している。
作業場でオーティスがアレンに重要な何かを話そうとしたところ、ジョンが来たために口をつぐんだシーンがあるが、結局オーティスがこのとき何を言わんとしたのかは作中で明かされない。芝刈り男に関連した話だったのか、ジョージについての話だったのか、その解釈は鑑賞者の判断にゆだねられている。
明らかに編集ミスと思われるシーンが存在する（話の流れをまったく無視したシーンが挿入されている）。